# Воеручей
Воеручей — ручей на юге Холмогорского района Архангельской области России, левый приток реки Большая Чача (бассейн Северной Двины). Длина ручья около 3 км. Площадь водосборного бассейна — 12 км².
Высота истока — 22 м над уровнем моря. Воеручей вытекает из Воеозера и впадает в реку Большая Чача в 18 км от устья по левому берегу. Высота устья — 8-10 метров над уровнем моря. Воеручей течёт по лесной, незаселённой местности. Крупнейший приток — ручей Левинский (правый).
Название по одной из версий от саамского воай — «ручей», по другой с санскрита ва — «настоящий» или вари — «вода».